# Desmoterion
Desmoterion (en griego antiguo: Δεσμωτήριον), prisión de la Antigua Atenas, estaba situada al suroeste del Ágora. Fue construida a mediados del 400 a. C.

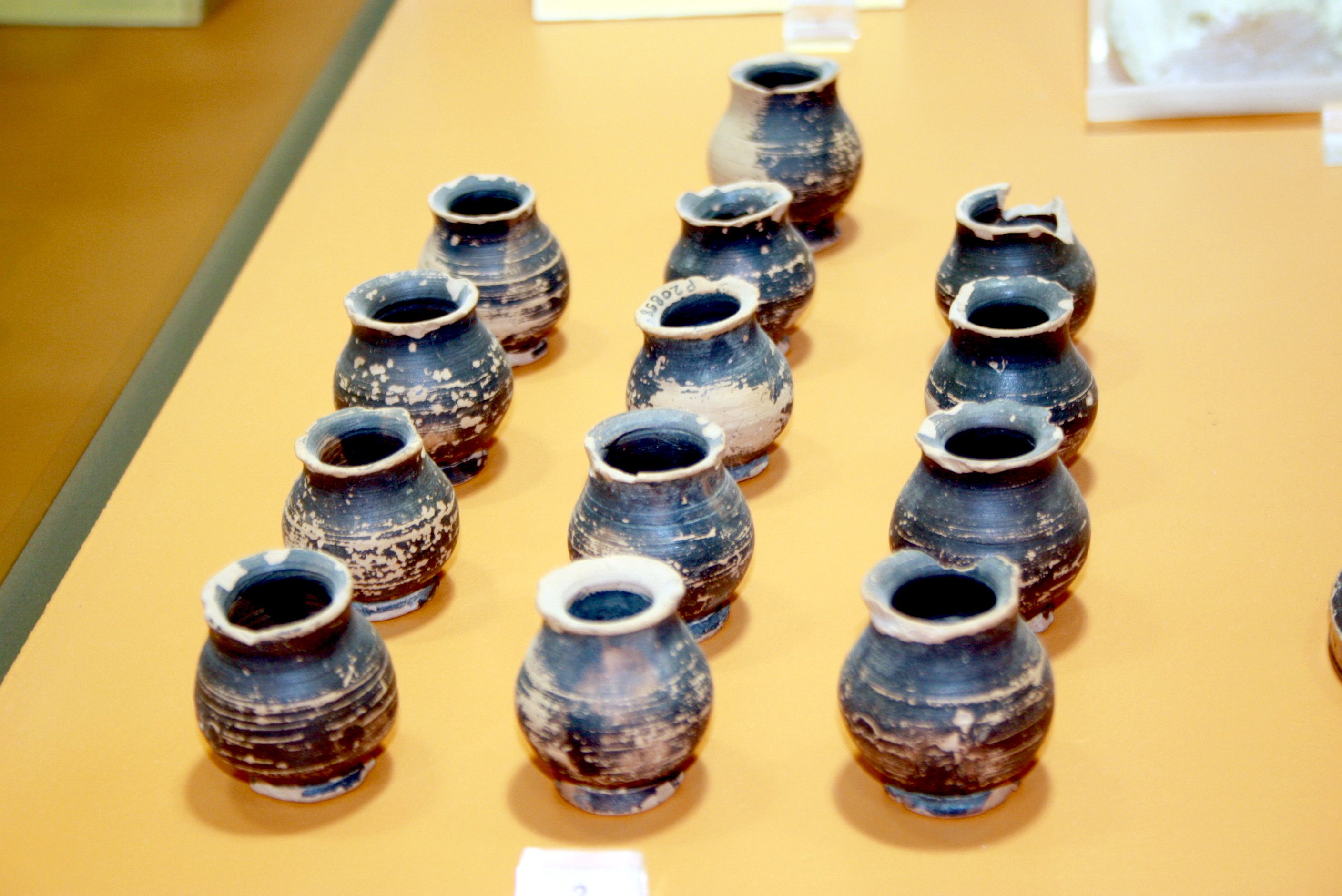
Pequeñas vasijas de veneno halladas durante la excavación de una prisión. Museo del Ágora de Atenas.

El edificio de la prisión estaba construido en dirección noreste-suroeste. Estaba rodeado de talleres y otros edificios y se encontraba relativamente cerca de los tribunales de Atenas. En las inmediaciones discurría la llamada calle de los Marmolistas.
Medía unos 40 metros de largo y 17 de ancho. Tenía 12 habitaciones, ocho de las cuales podían ser celdas, y un patio amurallado. Las habitaciones estaban situadas a lo largo de un único pasillo. La prisión tenía una entrada, fácilmente vigilable. La entrada daba al noreste, hacia Agora. Había lavabos en el edificio. El material de construcción de la prisión era piedra caliza.
La prisión se utilizaba para encerrar a los acusados durante los juicios y a los condenados a muerte que esperaban la ejecución de sus penas. También podía utilizarse para multas hasta su pago. Se desconoce si el encarcelamiento se utilizaba como castigo en sí mismo. El preso más famoso de la prisión fue Sócrates, que murió allí en el año 399 a. C. tras ingerir cicuta después de su condena a muerte. La prisión es el escenario de los diálogos Critón y Fedón de Platón .
Sólo se han conservado parte de los cimientos del edificio. Las excavaciones en la zona de la prisión han revelado pequeños recipientes, probablemente utilizados para ingerir el veneno empleado en las ejecuciones, y una pequeña estatua de Sócrates. Los hallazgos se encuentran en el Museo del Ágora de Atenas.